# Dům řádových sester (Prostějov)
Dům řádových sester a ženského personálu s kaplí se nachází v areálu staré nemocnice v Prostějově. Jedná se o hodnotnou funkcionalistickou památku. Byl projektován architektem Eduardem Žáčkem roku 1932 a sloužil jako ubytovna řeholnic ošetřovatelek pracujících v nedaleké nemocnici.
Jedná se o trojpodlažní stavbu složenou ze dvou kolmých křídel. Soukromá, klauzurovaná část, sloužila jako ubytování sester v pětilůžkových pokojích. Sociální zařízení byla společná. V druhém křídle se nacházela jídelna, kuchyně a arkýřová kaple se symbolem kříže. V roce 2016 byla budova zapsána na seznam kulturních památek. V současnosti je objekt ve stavu rekonstrukce a má sloužit jako ubytovací jednotka.[zdroj?]